# 费利克斯·施瓦尔贝
尤金-费利克斯·施瓦尔贝（Eugen-Felix Schwalbe ，1892年3月25日 - 1974年6月12日）是第二次世界大战期间纳粹德国德意志國防軍的一名将军，曾任德國國防軍陸軍第344步兵師師長並獲頒騎士鐵十字勳章。